# マコメール
マコメール（イタリア語: Macomer）は、イタリア共和国サルデーニャ州ヌーオロ県にある、人口約10,000人の基礎自治体（コムーネ）。

## 地理

### 位置・広がり

#### 隣接コムーネ
隣接するコムーネは以下の通り。括弧内のSSはサッサリ県、ORはオリスターノ県所属を示す。
- ビーロリ
- ボロータナ
- ボノルヴァ (SS)
- ボーロレ
- ボルティガーリ
- スカーノ・ディ・モンティフェッロ (OR)
- セメステネ (SS)
- シンディーア